# Andrzej Jakimowski
Andrzej Jakimowski (ur. 17 sierpnia 1963 w Warszawie) – polski reżyser. Członek zarządu Gildii Reżyserów Polskich.
Ukończył filozofię na Uniwersytecie Warszawskim i reżyserię na Wydziale Radia i Telewizji Uniwersytetu Śląskiego w Katowicach.
Zrealizował między innymi krótki film fabularny Pogłos (1991) oraz filmy dokumentalne: Miasto cieni, Dzyń, dzyń, Wilcza 32. Pełnometrażowy debiut fabularny to Zmruż oczy. W 2007 roku otrzymał Złote Lwy na 32. Festiwalu Polskich Filmów Fabularnych w Gdyni za film Sztuczki. Dostał Orła 2008 w kategorii „Najlepsza reżyseria” za film Sztuczki.
W 2012 jego film Imagine otrzymał nagrodę za najlepszą reżyserię i nagrodę publiczności na Warszawskim Festiwalu Filmowym, oraz Grand Prix 27. TNF – statuetkę Maszkarona na 27. Tarnowskiej Nagrodzie Filmowej w 2013 r.
Jego film Pewnego razu w listopadzie (2017) pokazujący atmosferę nienawiści towarzyszącą Marszowi Niepodległości 2013 roku i zawierający autentyczne fragmenty tego marszu miał swoją światową premierę na 33. Warszawskim Festiwalu Filmowym.
Laureat Paszportu „Polityki” (2003).

## Filmografia

### Filmy fabularne pełnometrażowe
- 2003: Zmruż oczy
- 2007: Sztuczki
- 2012: Imagine
- 2017: Pewnego razu w listopadzie

### Filmy fabularne krótkometrażowe
- 1991: Pogłos

### Filmy dokumentalne
- Miasto cieni
- Dzyń, dzyń
- Wilcza 32